# マコーマック明子
マコーマック 明子（マコーマック あきこ、1972年11月29日 - ）は、フリーアナウンサー。かつては旧姓の平野 明子（ひらの あきこ）名義で活動をおこなっていた。
和歌山県紀の川市（旧貴志川町）出身。生田教室修了。KTA所属。既婚、三児の母。

## 略歴
和歌山県立貴志川高等学校を経て神戸学院大学人文学部卒業。大学卒業後に和歌山放送のアナウンサーとなり、その後フリーとなった。関西地区を中心に活動している。
2009年にオーストラリア出身の男性と結婚。その後出産のため一時休業していたが、2010年7月より朝日放送アナウンサー・武田和歌子が産休に入ることになったことに伴い、武田が担当している『武田和歌子のぴたっと。』の代理パーソナリティとして復帰した。
武田の復帰に伴い2011年3月に『武田和歌子のぴたっと。』の担当は終了。終了直後の2011年4月より育児トーク番組『マコーマック明子のつれづれなるママに』を担当した。
本人は産休からの復帰・『武田和歌子のぴたっと。』出演の際、旧姓の「平野明子」名義での活動を考えていたが、朝日放送の担当者から結婚後の姓の「マコーマック明子」名義での活動を強く勧められて承諾。「マコーマック明子」名義での活動は『ぴたっと。』出演時限定で考えているとも話したことがあるが、『ぴたっと。』降板後の2011年4月以降も「マコーマック明子」名義で出演している。

## 主な出演番組
- ABCフレッシュアップベースボール（ABCラジオ、スタジオ担当、2002年〜2008年）
- ABCフレッシュアップJAM（ABCラジオ、日曜日担当、2007年4月〜2008年6月）
- 菊正宗 ほろよいイブニングトーク（ABCラジオ、関西地区ローカルパート担当）
- 虎バン主義! だからやっぱりタイガース（ABCラジオ）
- ダンディ・エクスプレス（ABCラジオ、2003年度）
- ニュース・天気予報キャスター（FM802）
- Live5 （KBS京都、中継担当）
- 南紀みち紀行（和歌山放送）
- 里見まさとのSCAN KYOTO (KBS京都、2008年9月29日〜2009年3月）
- 武田和歌子のぴたっと。（ABCラジオ、木曜日金曜日担当、2010年7月-2011年4月、同11月28日 - 12月6日：武田和歌子休演時の代理パーソナリティ[注釈 1]）
- マコーマック明子のつれづれなるママに（ABCラジオ、2011年4月10日- ）